# Andréi Jotéyev
Andréi Ivánovich Jotéyev (en ruso: Андрей Иванович Хотеев; Leningrado, 2 de diciembre de 1946 - 28 de noviembre de 2021) fue un pianista ruso residente en Alemania.

## Biografía
Comenzó sus estudios de piano a la edad de cinco años. Jotéyev estudió en el Conservatorio de San Petersburgo con Nathan Perelman. Continuó sus estudios en el Conservatorio de Moscú con Lev Naúmov.
Seguido por su debut en Ámsterdam en el Concertgebouw, Londres en el Purcell Room y Hamburgo en el Laeiszhalle en 1991, el diario Die Welt lo describe como " un pianista de virtuosismo deslumbrante y formidable poder".
En 1993, ofreció su primer recital como solista en el Museo Nacional Centro de Arte Reina Sofía en Madrid y tocó en 1995 en el Sala Pleyel en París.
Trabaja como solista en conciertos con orquestas incluyendo la Orchestre national du Capitole de Toulouse, Orquesta Filarmónica de San Petersburgo, Orquesta Sinfónica Chaikovski de la Radio de Moscú , Orchestre National de Montpellier Languedoc-Roussillon, Orquesta Lamoureux du Paris, Orquesta Sinfónica de Hamburgo y con conductores como Vladímir Fedoséyev, Thomas Sanderling, Eri Klas, Andréi Boreyko, Pável Kogan, Vladímir Altschuler, Avi Ostrowsky, Woldemar Nelsson, entre otros.

## Discografía

### CD
- Chaikovski: Piano Concert No. 3/Dumka 1993, Accord
- Chaikovski: The four piano concertos, Hungarian Gypsy Melodies, Allegro c-moll in original version. 3 CDs, 1998, KOCH-Schwann
- Russian songs: Rachmaninoff: 10 songs; Mussorgsky: Songs and Dances of Death; Scriabin: Piano Sonata No. 9 Black Mass with Anja Silja, soprano. Recording: Berlín, Jesus Christus Kirche, 2009, Sony/RCA Red Seal
- Tchaikovsky/Rachmaninoff: Sleeping Beauty/Dornröschen. Great Ballet-Suite for piano for four hands. Andrej Hoteev and Olga Hoteeva, piano. 2012, NCA

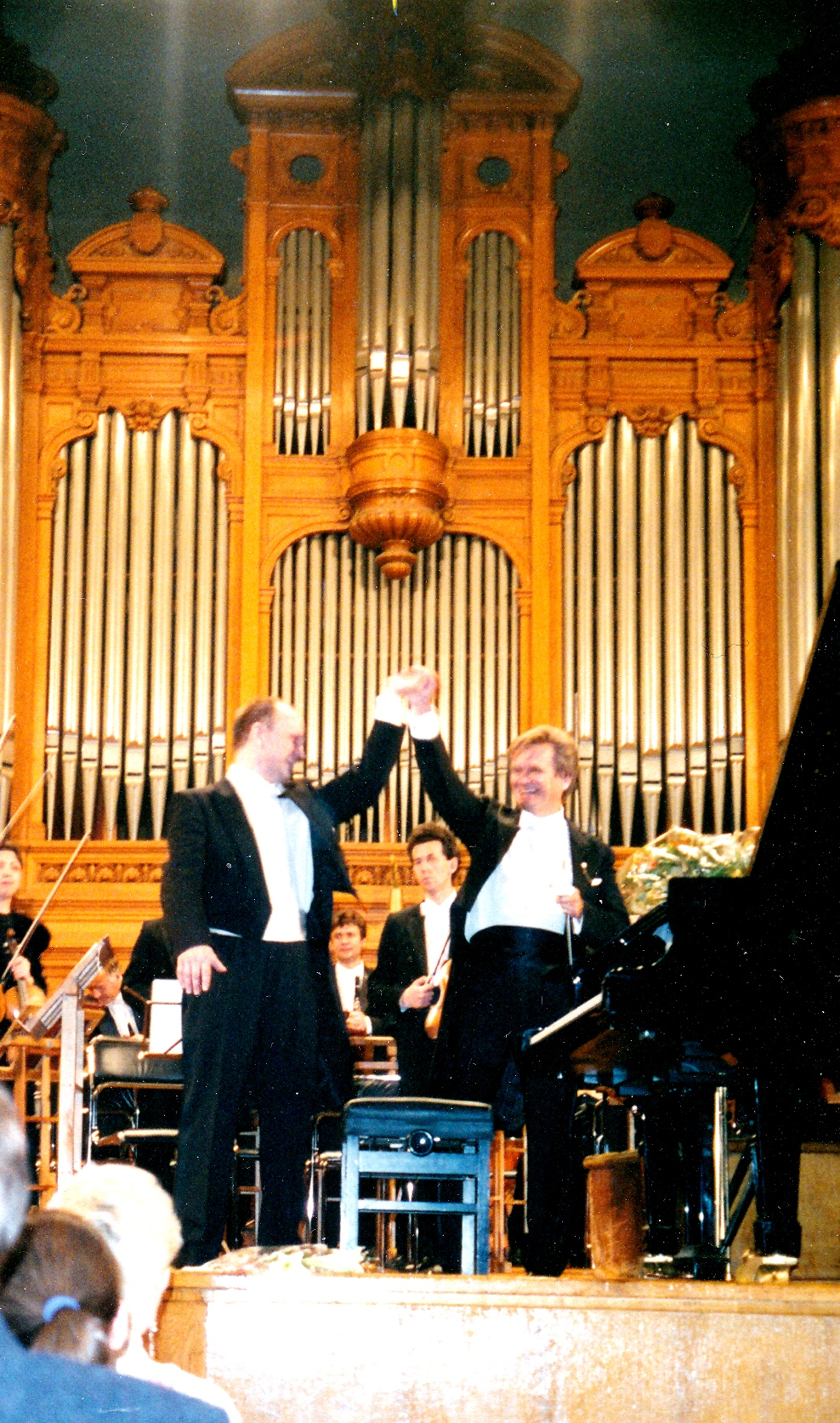
Andréi Jotéyev & Vladímir Fedoséyev, Moscú, 1996. Chaikovski - 4 conciertos de piano - Estreno mundial

- “Pure Musorgski”: Pictures at an Exhibition & Songs and Dances of Death - played from the original manuscripts; Andrej Hoteev(piano) and Elena Pankratova(soprano). Berlin classics / Edel 2014[1]
- Wagner„Declarations of Love. Complete piano works and piano songs for Mathilde and  Cosima:“Wesendonck- Sonata” Piano Sonata in a flat WWV 85 – “Sleepless”Music Letter for piano in G  - “Schmachtend”Piano Elegie for Cosima in A-flat - Wesendonck-Lieder 1. Version,1857/58 - “Vier weiße Lieder“,1868. Andrej Hoteev, piano; Maria Bulgakova, soprano Hänssler Classic HC16058  2017[2]
- „Tchaikovsky.The Seasons & Dumka“:" The Seasons,12 characteristic scenes” op. 37bis and „Dumka“ op.59. Andrej Hoteev (piano) Profil-Edition Günter Hänssler PH18088 2019[3]

### DVD
- Mussorgsky: Pictures at an Exhibition, 2001
- Prokofiew: Piano Sonata No. 6. (Op. 82), 2003